# Andreas von Gunesch
Andreas Friedrich Gunesch, seit 1874 Ritter von Gunesch (* 6. März 1799 in Mediasch; † 7. August 1875 in Neuwaldegg) war ein österreichischer evangelisch-lutherischer Theologe. Er war von 1862 bis zu seinem Tod Superintendent der Evangelischen Superintendentur A. B. Wien.

## Leben
Andreas Gunesch wurde in eine Familie von Siebenbürger Sachsen geboren und verlor früh seine Eltern. 1828 war er für kurze Zeit als evangelischer Pfarrer von Trebesing in Kärnten tätig. Danach arbeitete er zunächst als Vikar und Katechet in der Lutherischen Stadtkirche in Wien, wo er schließlich von 1829 bis zu seinem Tod als Pfarrer wirkte. Ab 1834 war er Mitglied der Kirchenleitung der Evangelischen Kirche A. B., ab 1862 als Wiener Superintendent in der Nachfolge von Ernst Pauer. Er war mit einer Tochter des Erfinders Paul Traugott Meißner verheiratet. Seine Tochter Adele von Gunesch gründete 1871 das Institut Gunesch, eines der angesehensten Internate Wiens vor dem Ersten Weltkrieg. 
Andreas von Gunesch liegt auf dem Evangelischen Friedhof Matzleinsdorf (Gruft 9) in Wien begraben. 

## Auszeichnungen und Ehrungen
- Roter Adlerorden

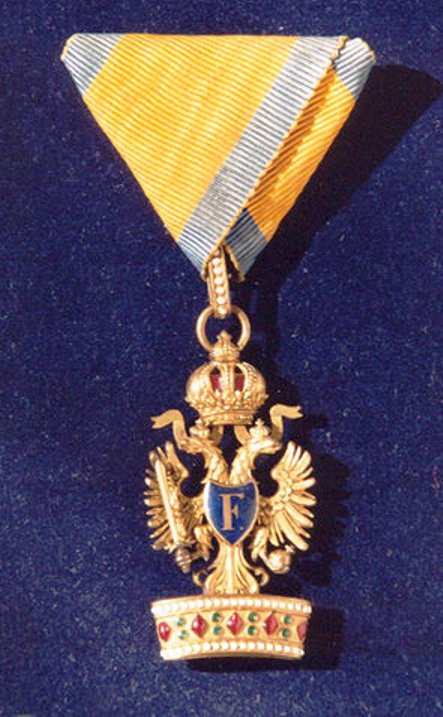
Orden der Eisernen Krone III. Klasse

- Orden der Eisernen Krone III. Klasse (1874), damit aufgrund der Ordensstatuten Erhebung in den erblichen österreichischen Ritterstand
- Benennung der Guneschgasse im 19. Wiener Gemeindebezirk Döbling (1894)